# Radu Mărginean
Radu Leon Mărginean (né le 3 janvier 1983) est un footballeur roumain.

## Palmarès
- Champion de Roumanie en 2008 avec le CFR 1907 Cluj